# Sociedade Meteorológica Estadunidense
O American Meteorological Society (Sociedade Meteorológica Estado-unidense) é uma organização que promove o desenvolvimento e a disseminação da informação e educação política sobre a atmosfera e as ciências oceânicas e hidrológicas e o avanço de suas aplicações profissionais. Fundada em 1919, o American Meteorological Society tem uma sociedade de mais de 11 000 profissionais, professores, estudantes e entusiastas sobre o tempo. Alguns membros têm alcançado a designação de "Consultor Meteorologista Certificado" (CCM); muitos dos quais têm especialidades na disciplina de meteorologia aplicada de modelo de dispersão atmosférica. Para o público em geral, entretanto, a AMS é mais conhecida pelo seu "carimbo de aprovação" na televisão e rádios meteorológicos.
O AMS publica nove jornais sobre a atmosfera e assuntos correlatos, como a oceanografia e a hidrologia - impressa e on-line - patrocinando mais de 12 conferências anuais e oferece numerosos programas e serviços. Há também uma extensa rede de comunicação entre suas filiais.
O AMS publicou vários relatos políticos sobre artigos relacionados a suas competências sobre subjeções tais como secas, ozônio e pesquisas sobre mudanças climáticas.
A sede do AMS está localizada em Boston, Massachusetts. Foi construída pelo famoso arquitéto de Boston, Charles Bulfinch. O AMS também mantém um escritório em Washington, DC, Estados Unidos.